# Sumie Oinuma
Sumie Oinuma (jap. 生沼 スミエ Oinuma Sumie; ur. 8 października 1946 w Tokio) – japońska siatkarka. Srebrna medalistka igrzysk olimpijskich w Meksyku i Monachium. Zdobywczyni złotego medalu na mistrzostwach świata w piłce siatkowej kobiet w 1967.